# Paul Rutherford
Paul Rutherford, född 8 december 1959 i Liverpool, är en brittisk sångare, låtskrivare, musiker och dansare. Han är mest känd som dansaren, keyboardisten och bakgrundssångaren i syntpopbandet Frankie Goes to Hollywood.

## Biografi
Paul Rutherford föddes den 8 december 1959 i Liverpool, men flyttade som barn till stadsdelen Cantril Farm under 1960-talet. Han gick på St. Dominic's Roman Catholic School i Huyton tillsammans med sin tvillingsyster.
Rutherford bor tillsammans med sin man Perry på Nya Zeeland.

## Diskografi
Studioalbum
- 1989 – Oh World

Singlar
- 1988 – "Get Real"
- 1989 – "I Want Your Love"
- 1989 – "Oh World"